# Hanna Rutishauser
Hanna Rutishauser (* 27. Juni 1950 in Zürich; heimatberechtigt in Küsnacht und Madiswil) ist eine Schweizer Schriftstellerin.

## Leben
Rutishauser wuchs in Zürich als Tochter des Informatikpioniers Heinz Rutishauser und der Ehefrau Margrit, geb. Wirz auf. Sie studierte Französisch und Italienisch und schloss 1980 bei Marc-René Jung (1933–2014) an der Universität Zürich mit dem Lizentiat ab. In ihrer Abschlussarbeit beschäftigte sie sich mit der französischen Schriftstellerin Christine de Pizan.
Sie lebte bis 1996 in Zürich, seither in Istanbul.

## Auszeichnungen
- 1988: Ehrengabe des Kantons Zürich
- 1995: Werkauftrag der Pro Helvetia
- 1998: Werkauftrag des Kantons Zürich[1]

## Werke (Auswahl)
- Das Geländer. Erzählungen (= Drachen). Rotpunktverlag, Zürich 1988, ISBN 3-85869-048-1.
- Die Störung. Erzählungen (= Drachen). Rotpunktverlag, Zürich 1991, ISBN 3-85869-071-6.
- Zwischenhalt in Sobotica. Erzählungen. Rotpunktverlag, Zürich 1998, ISBN 3-85869-143-7.